# Operace Harpoon
Operace Harpoon byla jednou z námořních operací druhé světové války ve Středozemním moři, při které došlo ke střetu mezi spojeneckými jednotkami a jednotkami Osy. Operace se uskutečnila mezi 6. a 16. červnem 1942 a jejím cílem bylo dopravit konvoj z Gibraltaru na Maltu. Souběžně probíhala operace Vigorous jejímž cílem bylo dopravit na Maltu konvoj z Alexandrie.

## Pozadí
Po neúspěšných konvojích na Maltu (viz druhá bitva u Syrty) bylo rozhodnuto dále tyto konvoje neprovádět a řešit zásobování jinak. Avšak po zprávách o kritické situaci obránců Malty rozhodl W. Churchill 22. dubna 1942 jinak. Byly naplánovány dvě paralelní operace Harpoon a Vigorous. Při operaci Harpoon měl být svaz H posílen loděmi z Domácího loďstva a Středomořské loďstvo mělo být při operaci Vigorous posíleno loděmi z Východního loďstva.

## Britské síly
5. června vyplul z Clyde konvoj, kterému velel viceadmirál Alban Curteis a který byl složen z těchto skupin:
- konvoj WS-19Z – složen z britských obchodních lodí Troilus, Burdwan a Orari, norského Tanimbar a amerických Chant a Kentucky s nákladem 43 000 tun.
- Domácí loďstvo jako doprovod vyslalo lehké křižníky HMS Liverpool, HMS Kenya, HMS Charibdis a torpédoborce.
- Vzdálená ochrana svazu H byla tvořena bitevní lodí HMS Malaya, letadlovými loděmi HMS Argus a HMS Eagle. Připojila se ke konvoji 12. června v Gibraltaru.
- Ochrana konvoje byla složena z protiletadlového křižníku HMS Cairo, 9 torpédoborců a minolovek Speedy, Rye, Hebe a Hythe. Velel jí námořní kapitán Cecil Campbell Hardy. Připojila se ke konvoji 12. června v Gibraltaru.

## 14. června
12. června konvoj proplul Gibraltarem a 13. června byl spatřen průzkumným letadlem a ponorkou.
14. června ráno se konvoj dostal do doletu letadel ze Sardinie. V 10:30 začal první útok. Křižník Liverpool byl zasažen torpédem a poškození byla tak rozsáhlá, že ho musel torpédoborec HMS Antelope odtáhnout zpět do Gibraltaru. Krátce poté byla pumou potopena obchodní loď Tanimbar.
Navečer se konvoj dostal do dosahu německých letadel ze Sicílie. Jejich nálet byl odražen. Britové při tom ztratili sedm strojů a Němci jedenáct. Po setmění se krycí svaz od konvoje oddělil, protože Curteis nechtěl riskovat vjezd s těžkými loděmi do Sicilského průlivu.

## 15. června
Ráno napadl konvoj italský svaz, kterému velel viceadmirál Alberto da Zara. Byl složen z lehkých křižníků Raimondo Montecuccoli, Eugenio di Savoia a torpédoborců Ascari, Alfredo Oriani, Lanzerotto Malocello, Premuda a Ugolino Vivaldi.
V přestřelce byl na italské straně poškozen torpédoborec Ugolino Vivaldi. Na britské straně byl lehce poškozen křižník Cairo a těžce poškozeny torpédoborce HMS Bedouin a HMS Patridge. V 9:30 byl boj přerušen.
Mezitím německé střemhlavé bombardéry potopily obchodní loď Chant a poškodily tanker Kentucky, který musela vzít do vleku minolovka Hebe. K německým Stukám se přidaly i italské torpédové letouny Savoia-Marchetti SM.79 a jeden z nich zasáhl už poškozený torpédoborec Bedouin, který se po zásahu torpédem potopil.
Při dalším náletu byla poškozena obchodní loď Burdwan. Hardy se rozhodl potopit obě poškozené lodě (Burdwan a Kentucky) aby nezdržovaly zbytek konvoje. Večer dopluly zbylé dvě obchodní lodě se svým doprovodem na Maltu.

## 16. června
Německé a italské letouny a rychlé čluny nakladly okolo Malty množství min na kterých se potopily polský eskortní torpédoborec ORP Kujawiak a pomocná minolovka Justified. Torpédoborce HMS Badsworth a HMS Matchless byly poškozeny.

## Závěr
Ze šesti nákladních lodí se na Maltu podařilo dopravit jen dvě, na kterých bylo 18 000 tun nákladu. To spolu s neúspěchem operace Vigorous znamenalo, že bude muset být vypraven další konvoj (operace Pedestal).
Křižník Liverpool se do konce války nepodařilo opravit.